# Iron County (Michigan)
Das Iron County ist ein County im US-amerikanischen Bundesstaat Michigan. Das U.S. Census Bureau hat bei der Volkszählung 2020 eine Einwohnerzahl von 11.631 ermittelt. Der Verwaltungssitz (County Seat) ist Crystal Falls.

## Geografie
Das County liegt im mittleren Westen der Oberen Halbinsel von Michigan am Zusammenfluss von Michigamme River und Brule River zum Menominee River, der bis zu seiner Mündung in den Michigansee die Grenze zu Wisconsin bildet.
Das Iron County hat eine Fläche von 3137 Quadratkilometern, wovon 116 Quadratkilometer Wasserfläche sind.
An das Iron County grenzen folgende Nachbarcountys:
| Ontonagon County         | Houghton County Baraga County | Marquette County            |
| Gogebic County           |                               | Dickinson County            |
| Vilas County (Wisconsin) | Forest County (Wisconsin)     | Florence County (Wisconsin) |

## Geschichte
Das Iron County wurde 1885 aus Teilen des Marquette County und des Menominee County gebildet. Benannt wurde es nach dem in der Gegend vorkommenden Eisenerz.

## Bevölkerung
Nach der Volkszählung im Jahr 2010 lebten im Iron County 11.817 Menschen in 5276 Haushalten. Die Bevölkerungsdichte betrug 3,9 Einwohner pro Quadratkilometer. In den 5276 Haushalten lebten statistisch je 2,14 Personen.
Ethnisch betrachtet setzte sich die Bevölkerung zusammen aus 97,0 Prozent Weißen, 0,2 Prozent Afroamerikanern, 1,2 Prozent amerikanischen Ureinwohnern, 0,3 Prozent Asiaten sowie aus anderen ethnischen Gruppen; 1,3 Prozent stammten von zwei oder mehr Ethnien ab. Unabhängig von der ethnischen Zugehörigkeit waren 1,6 Prozent der Bevölkerung spanischer oder lateinamerikanischer Abstammung.
16,8 Prozent der Bevölkerung waren unter 18 Jahre alt, 55,9 Prozent waren zwischen 18 und 64 und 27,3 Prozent waren 65 Jahre oder älter. 50,6 Prozent der Bevölkerung waren weiblich.

Das jährliche Durchschnittseinkommen eines Haushalts lag bei 35.551 USD. Das Pro-Kopf-Einkommen betrug 20.803 USD. 13,7 Prozent der Einwohner lebten unterhalb der Armutsgrenze.

## Ortschaften im Iron County
Citys
- Caspian
- Crystal Falls
- Gaastra
- Iron River

Village
- Alpha

Census-designated place (CDP)
- Amasa

Andere Unincorporated Communities
| - Balsam - Basswood - Bates Junction - Bates Location - Beechwood - Chicagon - Dunn Location - Elmwood - Forbes Location | - Fortune Lake - Gibbs City - Gibson Lake - Hazel - Hiawatha Location - Homer Location - Kelso Junction - Kiernan - Kimball Location | - Mansfield Location - Mapleton - Mastodon - Mineral Hills - Monongahela Location - Naults - New Bristol Location - Odgers Location - Palatka | - Panola - Pentoga - Rogers Location - Scott Lake - Shafer Location - Stager - Tobin Location - Virgil Location - Western Location |

## Gliederung
Das Iron County ist neben den vier Citys in sieben Townships eingeteilt:
| Township               | Einwohner (2010) | FIPS     |
| ---------------------- | ---------------- | -------- |
| Bates Township         | 921              | 26-05860 |
| Crystal Falls Township | 1743             | 26-19150 |
| Hematite Township      | 338              | 26-37580 |
| Iron River Township    | 1027             | 26-41000 |
| Mansfield Township     | 241              | 26-50860 |
| Mastodon Township      | 656              | 26-52300 |
| Stambaugh Township     | 1140             | 26-76080 |